# 聖徳王
聖徳王（せいとくおう、生年不詳 - 737年）は、新羅の第33代の王（在位：702年 – 737年）であり、姓は金、諱は興光。元の名は隆基であったが、唐の玄宗と同名であったため712年に唐の勅命によって改名させられた。第31代の神文王の第二子であり、母は一吉飡（7等官）の金欽運（『三国史記』新羅本紀・神文王紀の分注には金欽雲）の娘の神穆王后。王妃は伊飡（2等官）の金順元の娘の炤徳王后。先代の孝昭王は同母兄であり、孝昭王が子を儲けないままに702年7月に死去したため、王位に就いた。

## 治世
先王の死に対して唐の武則天から慰霊の使者を受け、聖徳王は爵号を全て引き継いで＜輔国大将軍・行左豹韜尉大将軍・鶏林州都督・新羅王＞に冊封された。玄宗が即位した後の713年10月には、＜驃騎将軍・特進・行左威衛大将軍・使持節・大都督鶏林州諸軍事・鶏林州刺史・上柱国・楽浪郡公・新羅王＞に進号されている。721年7月には渤海への対策として北辺の国境地帯に長城を築いており、渤海が唐の登州（山東半島）に攻め込んだ際には、唐から733年7月に＜開府儀同三司・寧海軍使＞に進号されるとともに勅を受けて渤海の南部を攻めた。この出兵については大雪が降ったことと進路が狭隘であったこともあって、新羅軍の大半は死亡し功績を挙げることなく退却することとなったが、新羅と唐との間に勢力を増してきた渤海への対抗という利害の一致からも、唐との親密な関係が再構築され、735年には唐から正式に浿江（大同江）以南の領有を認められることになった。
また、唐に対しては頻繁に朝貢・賀正使の派遣を行ない、王子・王弟を唐皇帝の宿衛や国学に入らせるなどしており、親密な関係を維持するとともに、文物の導入に寄与した。704年3月の『最勝王経』、717年9月の「十哲七十二弟子図」などが聖徳王代にもたらされたものとして記録に残っている。
一方、日本に対しては警戒の度合いを高め、722年には毛伐郡城（慶尚北道慶州市外東面）を築いて日本の賊の侵入を防ぐ構えとした。731年には日本の戦船300艘が東部海岸に攻め寄せて辺境を襲ったがこれを撃破した。
中央官僚機構について、713年には礼部の下に典祀署を創設、714年には詔書・上表文を職能とする詳文司を通文博士に改称、717年には医博士・算博士を創設するなど、細かな整備を進めた。また、新羅の中央貴族の代表である上大等について、従来は王の在位中の退任が認められなかったが、728年には聖徳王は上大等の裴賦の退任を許可し、新羅における上大等の最初の解任例となった。王権を支える中央集権的官僚機構が整備されていくとともに、貴族連合政体の弱体化していったことの現われと見られる。
国内では705年10月、706年と続けて不作に見舞われて餓死する民が多く、これに対して大いに施しを行なった。この大飢饉と施しのことについては三国史記』『三国遺事』の両書が伝えており、よほどの大飢饉であったと考えられている。この大飢饉以外にも在位中には度々の天変地異があった。
在位36年にして737年2月に死去。聖徳と諡され、『三国史記』新羅本紀に拠れば移車寺の南に埋葬された。その王陵は慶州市朝陽洞の史跡第28号が比定されている。死後、唐からは＜鴻臚少卿・太子太保＞の官爵を追贈された。

## 脚註
1. ↑  『三国史記』新羅本紀・聖徳王紀の分注には『唐書』を引いて改名後の名を金志誠とするが、『唐書』は『旧唐書』『新唐書』のいずれでもなく『冊府元亀』の誤り。
2. ↑  『三国史記』新羅本紀・聖徳王紀においては、704年5月に蘇判（3等官）の金元泰の娘を王妃として迎えていたが、716年に耕地・宅地を賜って王宮から出させている。この元の王妃を成貞王后、分注では厳貞王后とする。そして720年3月に伊飡（2等官）の金順元の娘を新たに王妃に迎え、同6月に王后に冊立したとする。『三国遺事』王暦では、先の王妃を元泰迊飡（3等官）の娘の陪昭王后（諡は厳貞、または成貞）、後の王妃を順元角干（1等官）の娘の占勿王后（諡は炤徳）と伝える。
3. ↑  731年の日本と新羅との交戦については、『続日本紀』など日本側の記録にはみられないが、8世紀頃の記事については両者で一致しない例が多い。（→井上訳注1980 p.287）
4. ↑  →井上1972。
5. ↑  『三国遺事』王暦では陵は東村の南、あるいは楊長谷にあるという。